# Orehovski Vrh
Orehovski Vrh – wieś w Słowenii, w gminie Gornja Radgona. W 2018 roku liczyła 127 mieszkańców.